# Viridictyna picata
Viridictyna picata là một loài nhện trong họ Dictynidae.
Loài này thuộc chi Viridictyna. Viridictyna picata được Raymond Robert Forster miêu tả năm 1970.